# Станьо Ломбардо
Ста̀ньо Ломба̀рдо (на италиански: Stagno Lombardo, на местен диалект: Stagn, Стан) е село и община в Северна Италия, провинция Кремона, регион Ломбардия. Разположено е на 36 m надморска височина. Населението на общината е 1544 души (към 2010 г.).